# Magia
Magia (česky „Magie“) je debutové album kolumbijské zpěvačky Shakiry. Jedná se o kolekci písniček, které nahrála od svých osmi let. Toto album nahrála pro Sony Colombia v roce 1991, když jí bylo 13 let. Bylo vydáno pouze 900 kusů.

## Seznam skladeb
1. Sueños (Shakira, Mebarak) - 3:47
2. Esta Noche Voy Contigo (Miguel Enrique Cubillos) - 3:53
3. Lejos de tu Amor (Pablo, Tedeschi) - 3:09
4. Magia (Shakira, Mebarak) - 4:43
5. Cuentas Conmigo (Juanita Loboguerrero, Miguel Enrique Cubillos) - 4:01
6. Cazador de Amor (Shakira, Mebarak) - 3:07
7. Gafas Oscuras (Shakira, Mebarak) - 3:13
8. Necesito de Tí (Shakira, Mebarak) - 3:41
9. Lejos de tu Amor (Versión Remix) (Pablo Tedeschi) - 3:13

## Singly
- Magia
- Esta Noche Voy Contigo
- Sueños